# Mo Moorman
Mo Moorman é um ex-jogador profissional de futebol americano estadunidense.

## Carreira
Mo Moorman foi campeão da Super Bowl IV jogando pelo Kansas City Chiefs.